# Chip Roy
Charles Eugene "Chip" Roy (ur. 7 sierpnia 1972 w Bethesda) – amerykański prawnik i polityk. Członek Partii Republikańskiej, w 2018 roku wybrany do reprezentowania 21. okręgu Teksasu w Izbie Reprezentantów Stanów Zjednoczonych. Wcześniej był szefem sztabu senatora Teda Cruza i pierwszym zastępcą prokuratora generalnego Teksasu – Kena Paxtona.
Wychował się w Lovettsville w stanie Wirginia, w konserwatywnej rodzinie, która wspierała prezydenta Ronalda Reagan'a. Uzyskał tytuły Bachelor of Science w dziedzinie handlu i Master of Science z zarządzania systemami informacyjnymi na Uniwersytecie Wirginii. W 2003 roku zdobył stopień doktora prawa na Uniwersytecie Teksańskim w Austin. Pracował jako analityk bankowości inwestycyjnej dla NationsBanc Capital Markets, konsultant technologiczny oraz jako doradca w przemyśle naftowym i gazowym.
W czasie swojej kadencji jako kongresman zdobył łatkę „obstrukcjonisty”. We wczesnych dniach pandemii COVID-19 wezwał Stany Zjednoczone do jak najszybszego osiągnięcia „odporności stadnej” – poprzez masową infekcję – i nie czekania na szczepionkę. Był jednym z 20 kongresmenów którzy blokowali wybór Kevina McCarthy'ego na spikera Izby Reprezentantów USA, przez co była potrzeba piętnastu głosowań. Roy żądał ustępstw i obietnic, w tym zaprzestania pomocy USA dla Ukrainy. Zasłynął jako obrońca granic i przeciwnik aborcji.
W 2023 roku zgłosił projekt ustawy, którego celem jest wstrzymanie finansowania Światowej Organizacji Zdrowia. Swoje działanie uzasadnił promowaniem aborcji i radykalnej ideologii płci przez organizację, którą nazywa „skorumpowaną”.
Mieszka w hrabstwie Hays z żoną Carrah i dwójką dzieci. Jest chrześcijaninem baptystą.